# 4009 Drobyshevskij
4009 Drobyshevskij је астероид главног астероидног појаса. Приближан пречник астероида је 18,05 ,
а средња удаљеност астероида од Сунца износи 3,134 астрономских јединица (АЈ).
Инклинација (нагиб) орбите у односу на раван еклиптике је 2,298 степени, а орбитални период износи 2027,449 дана (5,550 година). Ексцентрицитет орбите астероида износи 0,139.
Апсолутна магнитуда астероида износи 12,50 а геометријски албедо 0,054.
Астероид је откривен 13. марта 1977. године.